# Karl Manne Georg Siegbahn
Karl Manne Georg Siegbahn, švedski fizik, * 3. december 1886, Örebro, Švedska, † 26. september 1978, Stockholm, Švedska.
Siegbahn je leta 1924 prejel Nobelovo nagrado za fiziko za odkritja in raziskavo na področju rentgenske spektroskopije.
Njegov starejši sin Bo (1915–2008) je bil diplomat in politik. Mlajši sin Kai (1918–2007) je prejemnik Nobelove nagrade za fiziko leta 1981